# ルリビタイジョウビタキ
ルリビタイジョウビタキ（学名：Phoenicurus frontalis） は、スズメ目ヒタキ科に分類される鳥類の一種である。

## 分布
ヒマラヤ山脈の西部であるアフガニスタンの東部、パキスタンの北部からヒマラヤ山脈を東につたってインド北部、中国西部の南部からインドシナ半島の北部にかけて分布する。
日本では、2011年に山形県の飛島で、2013年には沖縄県の石垣島で、迷鳥として観察された例が2例ある。

## 形態
全長は、15～16cm。
羽毛の色は、胸から腹、尾羽の外側の羽の基部は橙色で、頭から背は青色である。

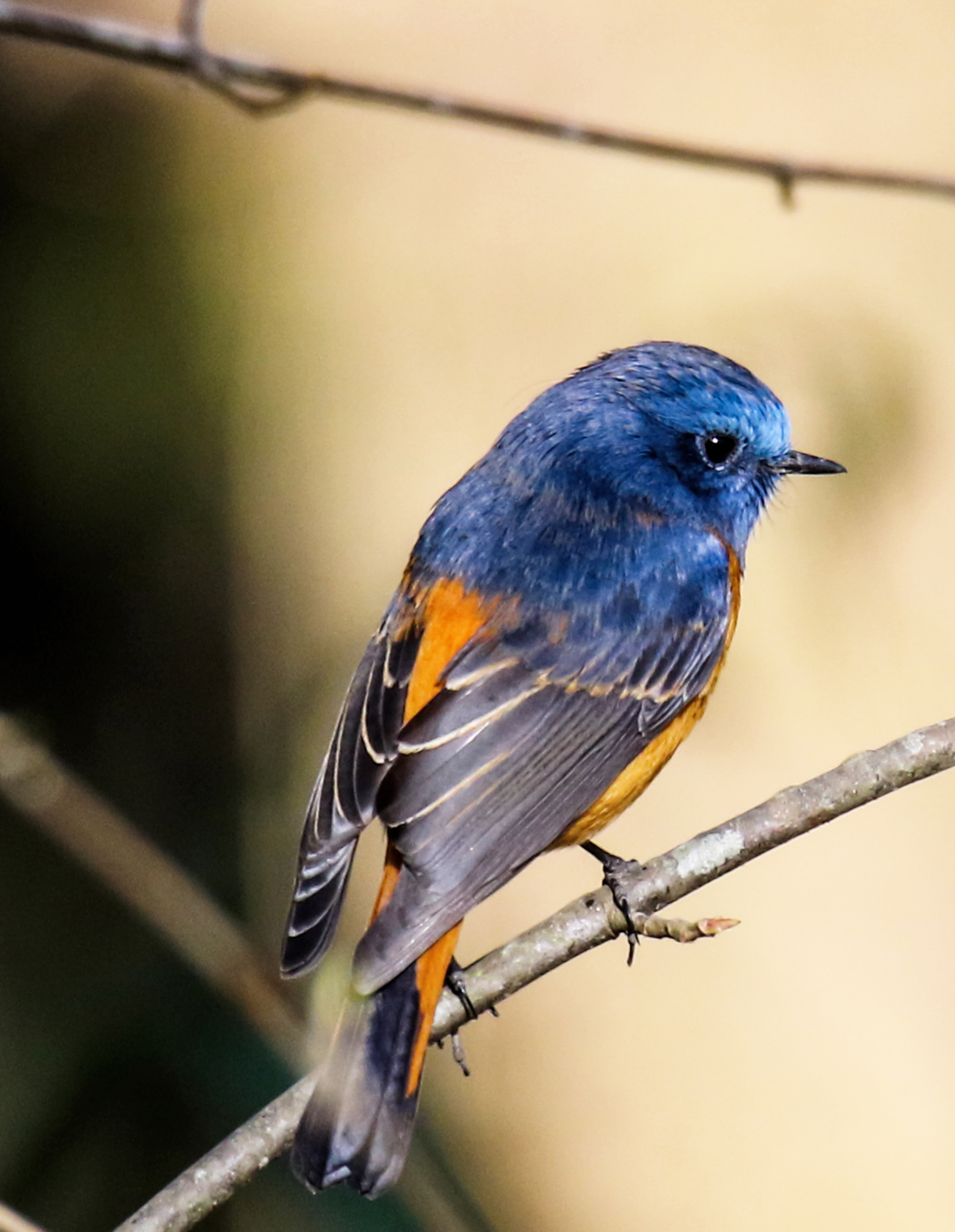
背中

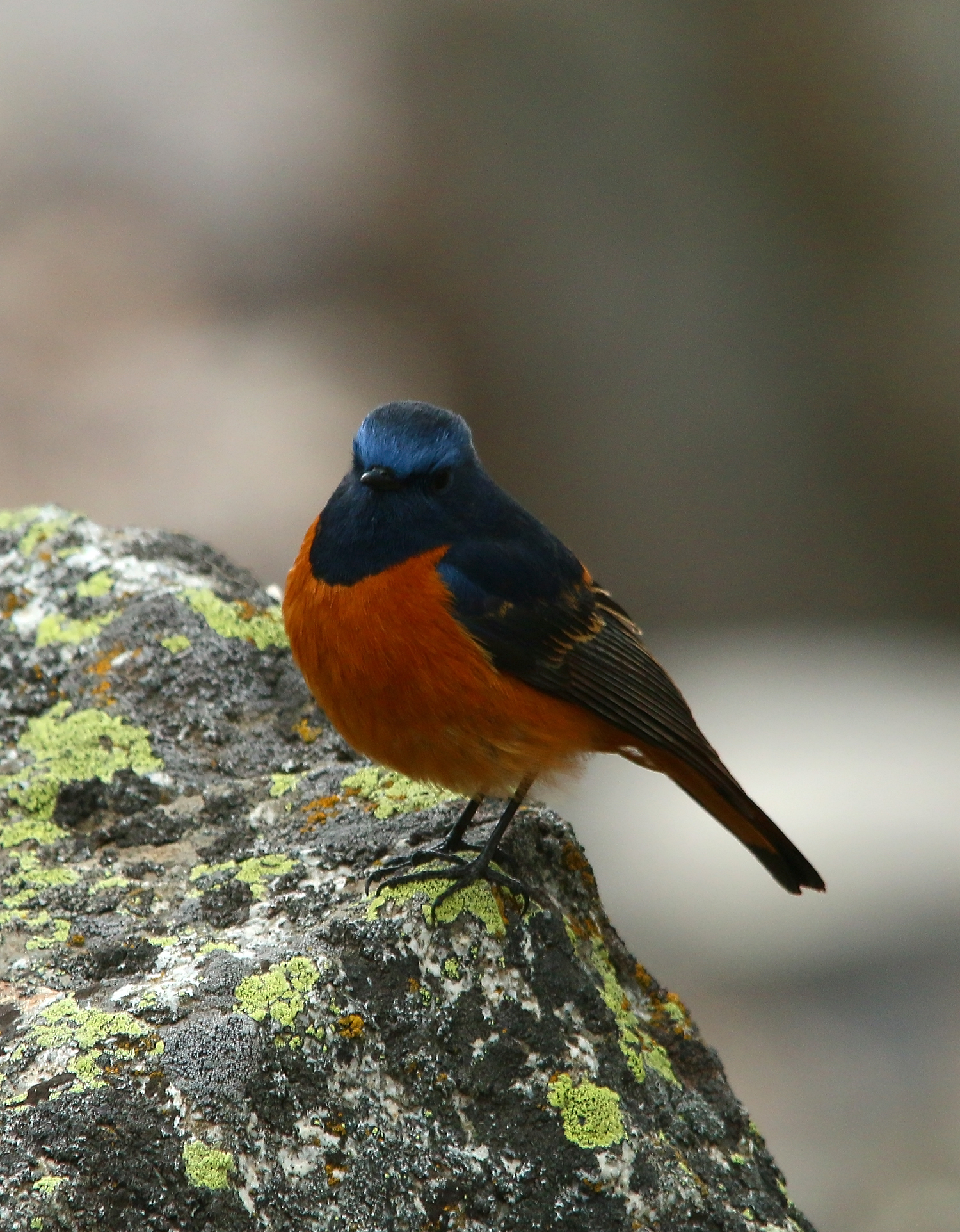
お腹

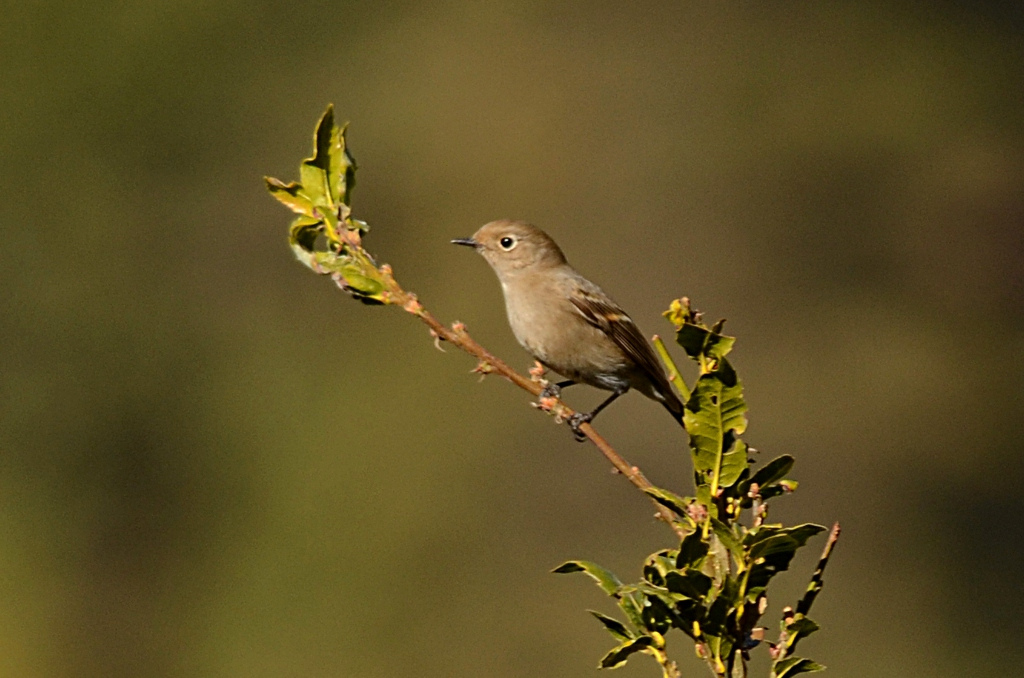
メス

## 生態
陸生で、主に亜熱帯から熱帯の高地にある低木地に生息している。他に森林や草原、農耕地にも生息している。
世代は4.1年である。